# Josefina Ling Ling
Josefina Faen-Faen Ling Ling, nascuda a Madrid, és astrònoma, professora i investigadora de la Universitat de Santiago de Compostel·la i de l' Observatori Astronòmic Ramón María Aller. El 2014 va rebre el premi Edmond Girard, atorgat per la Societat Astronòmica de França.
Josefina Ling va estudiar el primer cicle del grau de Matemàtiques a la Universitat Autònoma de Madrid i després va decidir traslladar-se a la Universitat Complutense de Madrid per estudiar l'especialitat d'Astronomia, Mecànica i Geodèsia. Més tard el 1983 es va traslladar a Santiago de Compostel·la, completant el seu doctorat a la Universitat de Santiago de Compostel·la (USC).
És professora titular de l'àrea d'Astronomia i Astrofísica del Departament de Matemàtica Aplicada de la USC, i treballa com a investigadora i divulgadora a l'Observatori Astronòmic RM Aller. També va ser secretària de l'equip de govern de la Facultat de Matemàtiques del 2009 al 2017.
La seva recerca se centra en els sistemes estel·lars dobles i múltiples, la mecànica celeste i la contaminació lumínica. Ha participat en nombroses campanyes d'observació astronòmica, en diferents observatoris internacionals, per obtenir les posicions relatives d'aquestes estrelles mitjançant tècniques micromètriques i interferometria speckle. En el transcurs d'una campanya va descobrir l'estrella doble, LING 1, situada a la constel·lació de Cassiopea. És membre de la Comissió G1 de la Unió Astronòmica Internacional i assessora científica de la Societat Astronòmica de França.
Pertany a la Comissió de Dones i Astronomia de la Societat Espanyola d'Astronomia, i desenvolupa una important activitat de divulgació, participant en activitats de foment de les vocacions femenines en la ciència com Una enginyera o científica a cada escola. Va ser comissària, juntament amb Eulalia Pérez Sedeño, de l'exposició "Amb A d'Astrònomes", i va coordinar el calendari "Astrònomes que van fer història". És una de les científiques de l'agenda feminista 2016 de l'Observatori de la Marina per la Igualtat i del projecte Donas do código.
El 2010 va rebre el Primer Premi per a la Introducció de la Perspectiva de Gènere a l'Ensenyament de la USC, i el 2014 el Premi Edmond Girad de la Societat Astronòmica de França.

## notes
1. 1 2 3  Error: hi ha títol o url, però calen tots dos paràmetres.«».
2. ↑  Error: hi ha títol o url, però calen tots dos paràmetres.«».
3. ↑  Error: hi ha títol o url, però calen tots dos paràmetres.«», 07-12-2000.
4. 1 2  Error: hi ha títol o url, però calen tots dos paràmetres.«».
5. ↑  «Còpia arxivada». Arxivat de l'original el 2017-12-27. [Consulta: 18 setembre 2022].
6. ↑  Error: hi ha títol o url, però calen tots dos paràmetres.«».
7. ↑  Error: hi ha títol o url, però calen tots dos paràmetres.«».
8. ↑  Error: hi ha títol o url, però calen tots dos paràmetres.«», 20-05-2014.
9. ↑  Error: hi ha títol o url, però calen tots dos paràmetres.«».
10. ↑  Error: hi ha títol o url, però calen tots dos paràmetres.«».
11. ↑  Error: hi ha títol o url, però calen tots dos paràmetres.«».